# Streifenschleimfisch
Der Streifenschleimfisch (Parablennius rouxi; Cocco, 1833; griech. para ‚zur Seite‘ und blennios ‚Schleim‘) ist eine im Mittelmeerraum vorkommende Fischart aus der Familie der Schleimfische (Blenniidae). Der für Schleimfische charakteristische, schuppenlose Körper von P. rouxi zeichnet sich durch eine weiß-graue bis hellgelbliche Farbe und einen schwärzlichen Längsstreifen vom Auge bis zur Schwanzflosse (Caudale) aus. Parablennius rouxi ernährt sich bevorzugt von Periphyton, kleinen Krebstieren und Algen, aber auch von benthonischen Mollusken und Plankton. Das Verbreitungsgebiet erstreckt sich über den nördlichen und östlichen Mittelmeerraum bis hin zur Südküste Portugals. Die ovipare Fortpflanzung findet von Mai bis Juli statt.

## Anatomie und Aussehen
Parablennius rouxi besitzt einen langgestreckten Körper und einen abgerundeten, stumpfen Kopf. Über den Augen befinden sich gefranste Tentakel, die etwas länger sind als der Augendurchmesser. Die Rückenflosse bildet einen langen Flossensaum und ist kaum eingekerbt. Die fadenförmigen Bauchflossen sitzen kehlständig vor dem Brustflossenansatz und dienen dem Abstützen am Boden. Zudem besitzen sie einen unauffälligen Stachel und segmentierte Weichstrahlen. An der Afterflosse befinden sich zwei schwache Flossenstacheln, die bei den Weibchen zurückgebildet sind. Die Brustflossen verfügen über unverzweigte Flossenstrahlen (Dermotrichia). Die Zähne auf den Kiefern sind klein, spitz, feststehend oder beweglich und in einfachen Reihen kammartig angeordnet. Die Schwimmblase ist bei ausgewachsenen Schleimfischen meist nicht mehr vorhanden.
Arten aus der Gattung der Schleimfische sind grundsätzlich in der Lage, je nach Stimmung ihre Farbe zu ändern. Zur Tarnung dienend können Färbung und Zeichnungsmuster oftmals der Umgebung angepasst werden. P. rouxi ist allerdings eine der wenigen Ausnahmen, bei der die Färbung ziemlich konstant und unverwechselbar ist.
Der deutsche Name «Schleimfische» kommt zustande, da die Haut der Fische schuppenlos und stattdessen durch zahlreiche Schleimdrüsen gekennzeichnet ist, wodurch ihre Oberfläche sehr schleimig ist. Schleimfisch-Arten, wie der P. rouxi, können auch noch in sehr sauerstoffarmen Gewässern überleben, da sie mit ihrer überwiegend schuppenlosen, schleimigen Haut in der Lage sind Hautatmung und Kiemenatmung zu verbinden. Zudem können sie Wasser in ihren Kiemen speichern und längere Zeit außerhalb des Wassers ausharren. Durch den Schleim, der ihren Körper überzieht, werden sie vor dem Austrocknen bewahrt. P. rouxi erreicht eine Maximallänge von 8 cm.

## Verbreitungsgebiet und Lebensraum
P. rouxi ist vor allem in subtropischen Gewässern anzutreffen. Das Verbreitungsgebiet erstreckt sich über den nördlichen und östlichen Mittelmeerraum, sowie von Syrien, Libanon und Israel über die Küstenregion von Palestina. Zudem gibt es Aufzeichnungen von P. rouxi vom Ostatlantik entlang über die Südküste Portugals.
P. rouxi gehört zu den benthonischen Fischarten und verbringt somit die meiste Zeit auf oder direkt über dem Untergrund. Adulte Individuen sind in der flachen Litoralzone in bis zu 42 Meter Wassertiefe zu finden. Hier sind sie vor starkem Wellengang geschützt. Sie leben bevorzugt über hellem, kahlem Felsgestein oder Kieselsteinen oder auf sekundär entstandenem Boden korallogener Herkunft und verstecken sich meist in kleinen Felslöchern. P. rouxi ist relativ anspruchslos gegenüber der Wahl seiner Mikrohabitate.

## Ernährung
P. rouxi ernährt sich hauptsächlich von Periphyton und Algen, oftmals aber auch von kleinen wirbellosen Tieren, wie beispielsweise Ruderfußkrebsen (Harpacticoida). Zudem hat man beobachtet, dass sie das Verhalten von Putzerfischen aufweisen und kleinere Tiere, sowie Parasiten und Haut vom Körper anderer Fische fressen.

## Verhalten
P. rouxi gehört zur Gruppe der eher regen und neugierigen Fischarten. Sie gehen aktiv auf Futtersuche und erkunden kleine Höhlen und Algenbewuchs. Dabei können sie kleinere Beute, wie Floh- oder Ruderfußkrebse verfolgen.

## Fortpflanzung
Während der Paarungszeit zwischen Mai und Juli, besiedeln männliche Individuen der Art Parablennius rouxi enge Felslöcher oder leere Muschelschalen. P. rouxi gehört zu den sogenannten Substratlaichern. Die Weibchen werden vom Männchen dazu animiert, ihre Eier in ihr Versteck oder in dafür gegrabene, kleine Löcher abzulegen. Das Lockverhalten beinhaltet umwerbendes Nicken, Rein- und Rausspringen aus den Verstecken und dem Schwimmen in einer vertikalen Position. Gelingt es dem Männchen, ein Weibchen dazu zu bringen ihre Eier abzulegen, werden diese meist vom Männchen allein oder von beiden Individuen beschützt. Oft kommt es vor, dass Weibchen verschiedener Familien ihre Eier in das Versteck nur eines Männchens legen. Die Eier von P. rouxi sind demersal, adhesiv und durch einen fadenartigen, klebrigen Sockel oder Polster am Untergrund befestigt und somit gut geschützt.

## Abwehrverhalten
Rivalen werden durch Gähnen und die Präsentation der lateralen Körperseite mit gleichzeitig stattfindenden, kreisenden Drehbewegungen bedroht. Bei einem Angriff kommt es zum Rammen und Beißen des Konkurrenten.

## Lebenszyklus
Die Larven von P. rouxi sind planktonisch und werden oft in seichten Küstenregionen gesichtet. Wie die meisten litoralen Fische durchläuft P. rouxi während der Entwicklung eine Transformation. Von einem pelagialen Larvenstadium zur benthonischen Phase ab dem Zeitpunkt der Rekrutierung.

## Gefährdung und Schutz
Parablennius rouxi ist eine gewöhnliche und häufige Art, jedoch sind keine spezifischen Informationen über das Populationsverhalten verfügbar. Das Vorkommen unter 10 m Wassertiefe variiert zwischen 0,5 und 1 Individuen pro Quadratmeter. Der derzeitige Bestand gilt somit als stabil und nicht gefährdet.